# Chih Tun
Chih Tun (em chinês:  支遁; pinyin: Zhī Dùn; 
Wade-Giles: Chih Tun) foi um monge budista e filósofo do sul da China que viveu no século IV (314-366), duranta a Dinastia Jin Oriental.
Interagiu com o movimento neo-taoísta durante toda a sua vida. Ele usou-se de ideias budistas para corrigir o que considerou erros dentro da visão taoísta de mundo, e é conhecido por escrever um comentário sobre um capítulo do Zhuangzi, um texto clássico do taoísmo. Nele, Chih Tun argumenta que as pessoas não são prisioneiras de seu próprio destino e que, assim, a felicidade não pode ser encontrada apenas em inclinações próprias, mas em aperfeiçoar-se através de seu cultivo ativo. Foi o fundador da escola budista de Prajna.